# Власенко, Илья Архипович
Илья́ Архи́пович Вла́сенко (19 июля 1902, Добруш, Могилёвская губерния — 11 мая 1963, Киев) — советский офицер, участник Великой Отечественной войны, на момент совершения подвига — заместитель командира дивизии — начальник политотдела 75-й гвардейской стрелковой дивизии 30-го стрелкового корпуса 60-й армии Центрального фронта, Герой Советского Союза (17.10.1943), гвардии полковник. Гвардии генерал-майор (1954).
В годы Великой Отечественной войны военный комиссар 69-й бригады войск НКВД по охране особо важных промышленных предприятий, военный комиссар 8-й мотострелковой дивизии внутренних войск НКВД, 13-й мотострелковой дивизии внутренних войск НКВД, военный комиссар 95-й стрелковой дивизии, заместитель командира дивизии, начальник политотдела 75-й гвардейской стрелковой дивизии, начальник политотдела 61-го стрелкового корпуса.
Воевал на фронтах: Западный (1941-42), Юго-Западный (1942), Сталинградский (1942-43), Центральный, Воронежский (1943), 1-й Украинский (1943-44), 1-й Белорусский (1944-45). Участвовал в главных битвах ВОВ: оборона Москвы, Харьковская операция (1942), Сталинградская битва, битва на Курской дуге, битва за Днепр и освобождение Киева, освобождение Белоруссии, освобождение Польши, Висло-Одерская операция, Берлинская операция.

## Биография
Родился 19 июля 1902 года в городе Добруш (ныне Гомельская область, Беларусь) в семье рабочего Добрушской бумажной фабрики. Окончил начальную школу, в 1917 году начал работал на фабрике, для чего прибавил себе возраст, указав 1902 год рождения вместо фактического 1905. В 1924-26 годах — срочная служба в Красной Армии (красноармеец 2-го радиополка).
После армии работал в Добруше, был избран в комитет Профсоюза работников бумажной промышленности. Член КПСС с 1929 года. В 1929 году переведён в ЦК Профсоюза в Москву, зав. отделом кадров. В 1931 году назначен директором бумажной фабрики «Красная Звезда» (г. Чашники, Беларусь, ныне ОАО Бумажная фабрика «Красная звезда»), затем зав. отделом техконтроля Московской кардолентной фабрики имени 7-й годовщины Октября. Избирался депутатом Моссовета.
В мае 1932 года по решению Московского комитета ВКП(б) мобилизован и направлен на усиление партийной и политической работы в войска НКВД. Служил на должностях от помощника командира дивизиона до начальника политотдела 14-й дивизии войск НКВД. Учился в КомВУЗе и Высшей пограничной школе (позднее ордена Ленина Высшая школа войск НКВД СССР). В связи с реорганизацией политотделов в марте 1941 года назначен заместителем командира полка по политчасти в 180-й полк войск НКВД (дислоцировался в Сталиногорске, ныне Новомосковск (Тульская область)).

### В годы Великой Отечественной войны
С началом войны, 24 июня 1941 года батальонный комиссар И. А. Власенко вместе с подполковником Г. Б. Сафиулиным на основе 180-го полка, 76-го, 114-го и 115-го отдельных батальонов войск НКВД формирует в городе Тула согласно мобилизационному плану 69-ю бригаду войск НКВД по охране особо важных предприятий промышленности. В должности военного комиссара этой бригады (командир бригады полковник Мельников А. К.) в составе 50-й армии принимает активное участие в Тульской оборонительной операции, отражая наступление 2-й танковой группы Г. Гудериана. Начальник войск НКВД Западного фронта (недоступная ссылка) генерал-майор Петров Ив. А. написал:

В дни Великой Отечественной войны, личный состав бригады, где военкомом тов. Власенко, показал образцы мужества и геройства по охране и обороне города Тулы от немецко-фашистских захватчиков.
20.10.41 г. высланный для защиты г. Тулы батальон 69-й бригады под превосходящими силами противника вынужден был отходить, но появление тов. Власенко среди бойцов, командиров и политработников этого батальона, его личный пример и умение воодушевить бойцов, остановили их, в результате чего врагу был нанесён серьёзный урон, противник потерял более 300 солдат и офицеров.

В дни усиленного наступления врага на г. Тула, тов. Власенко вместе с 156-м полком войск НКВД находился всё время на переднем крае обороны, выдерживал неоднократные «психические атаки» врага, уничтожая танки и живую силу противника.

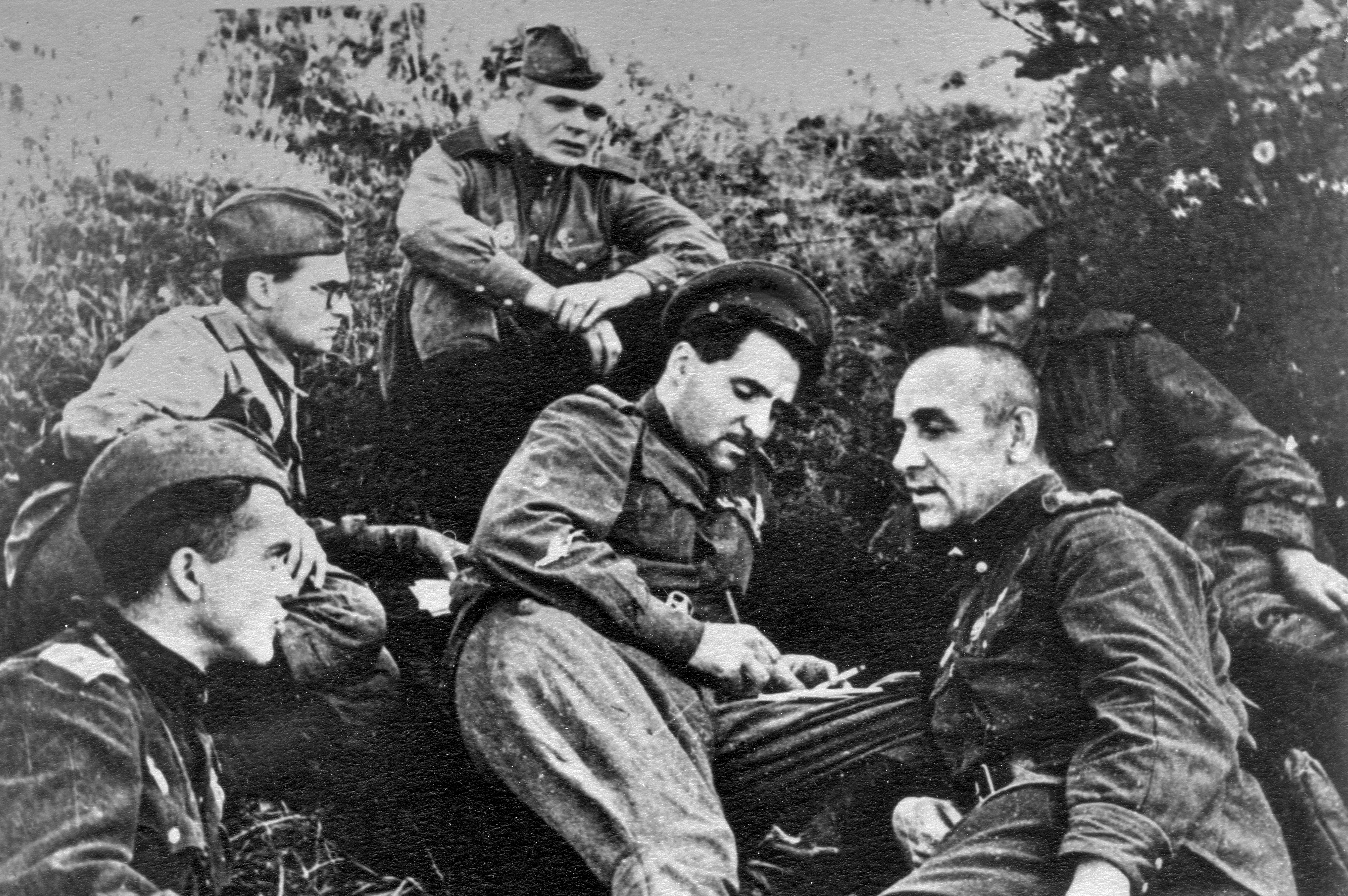
Симонов К. М. (в центре) и Власенко И. А. (справа) на КП 75-й ГСД около Понырей. Курская дуга. 1943

«За проявленную личную храбрость, мужество и умелое руководство в бою» Указом Президиума Верховного Совета СССР Власенко И. А. награждён орденом Красного Знамени, ему было присвоено звание «старший батальонный комиссар». За мужество и героизм, проявленные при обороне Тулы, более пятидесяти бойцов и командиров 69-й бригады были награждены орденами и медалями.
В феврале 1942 года старший батальонный комиссар И. А. Власенко назначен военным комиссаром 8-й мотострелковой дивизии внутренних войск НКВД, входившей в состав Юго-Западного фронта. В мае 1942 года на основе 8-й мотострелковой дивизии формируется 13-я мотострелковая дивизия внутренних войск НКВД. И. А. Власенко назначен её военным комиссаром, участвует в её формировании, а с мая 1942 года — в боях Харьковской операции. Дивизия ведёт кровопролитные бои в районе г. Изюм, в обороне по реке Северский Донец, в районе г. Купянск, г. Воронеж, по реке Хопёр восточнее г. Борисоглебск.

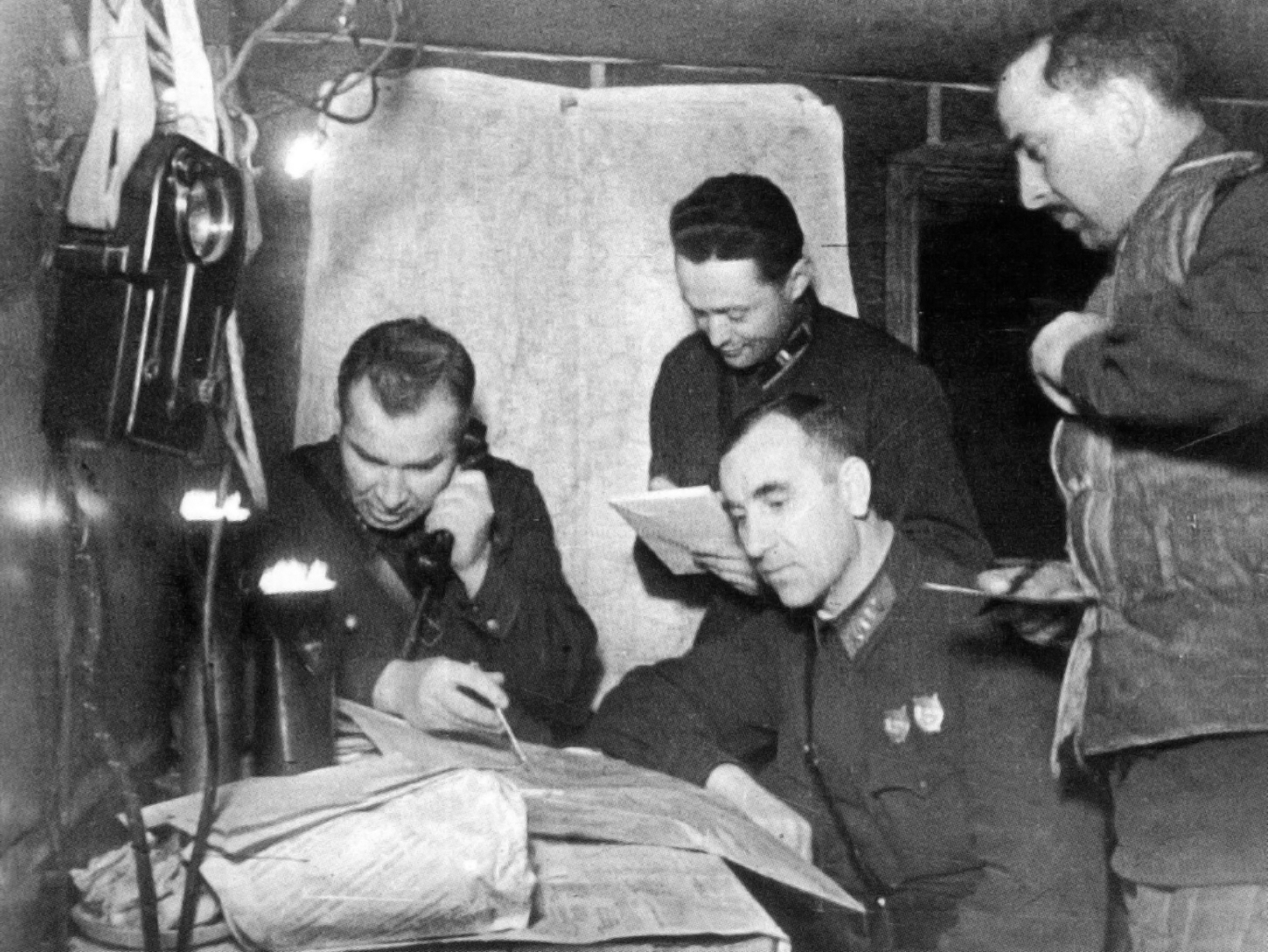
Командный пункт 95-й сд в Сталинграде.
Слева направо: командир дивизии полковник Горишний В. А., комиссар дивизии полковник Власенко И. А. (сидит), начальник 1-го отд. майор Слуцкий Г. Г., начальник артиллерии дивизии подполковник Далакишвили А. А. 1942 год

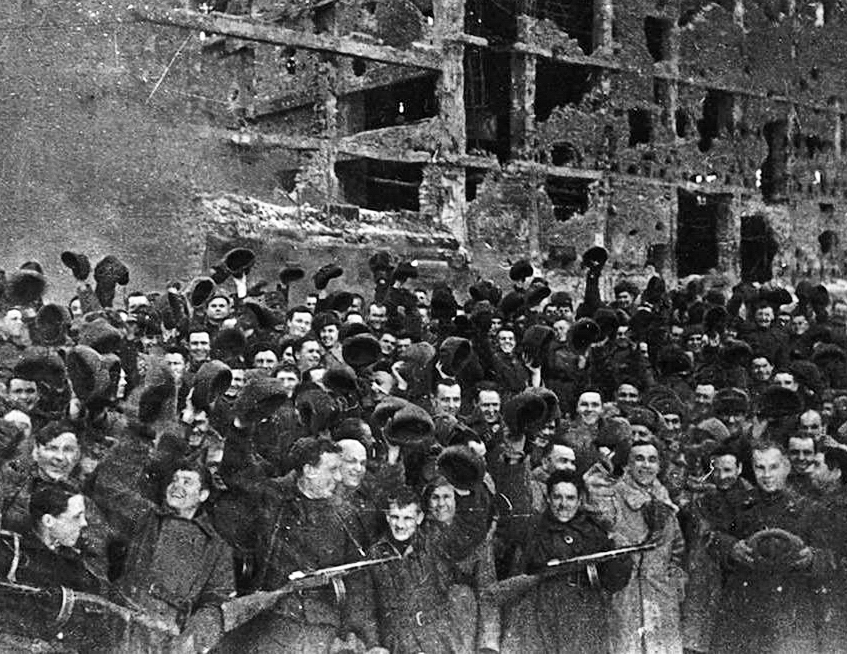
Воины 95-й сд в день окончания боев в Сталинграде. В 1-м ряду первый справа полковник Горишний В. А., второй (в полушубке) — полковник Власенко И. А.

Понеся значительные потери в боях, 15 июня 1942 года 13-я мотострелковая дивизия внутренних войск НКВД по приказу Ставки ВГК была переформирована, введена в состав Красной Армии и получила наименование 95-й стрелковой дивизии. И. А. Власенко назначен комиссаром дивизии, а после упразднения института военных комиссаров 9 октября 1942 года — заместителем командира дивизии по политчасти.
С 19 сентября 1942 года 95-я стрелковая дивизия в составе 62-й армии участвует в обороне Сталинграда, ведя кровопролитные бои за Мамаев Курган, заводы «Красный Октябрь», «Баррикады», Тракторный вплоть до разгрома немецкой группировки 2 февраля 1943 года. Командир дивизии полковник Горишний В. А. в наградном листе написал:

Тов. Власенко с 18.9 по 20.10.42 года в период ожесточённых беспрерывных боёв 95-й СД за город Сталинград — всё время находился на самых ответственных участках, успешно руководя действиями частей дивизии.
27 сентября, когда ряд подразделений 241-го СП, под сильным натиском противника, начали без приказа откатываться назад, тов. Власенко, лично возглавив группу командиров и бойцов 241-го СП, не только восстановил положение, но и отбросил противника назад нанеся ему значительные потери.

Примером мужества и отваги мобилизовывал личный состав дивизии на успешное выполнение поставленных задач: 95-я СД в борьбе за город Сталинград уничтожила свыше 10000 солдат и офицеров противника, 49 танков, и другую технику врага, показав при этом исключительное упорство в бою и беспредельную преданность своей Родине. 
За оборону Сталинграда 95-й стрелковой дивизии присвоено звание гвардейской, 1 марта 1943 она преобразована в 75-ю гвардейскую стрелковую дивизию.
«За проявленное мужество, решительность и умелое руководство частями дивизии в бою» Указом Президиума Верховного Совета СССР заместитель командира дивизии по политчасти, начальник политотдела дивизии полковник И. А. Власенко награждён вторым орденом Красного Знамени.
После переформирования и пополнения дивизия в составе 13-й армии с 6 июля 1943 года участвует в боях по отражению немецкого наступления на Курской дуге в районе Поныри — Ольховатка, а затем в разгроме и преследовании противника. Власенко И. А. «в период боев на Орлово-Курском направлении с 6 по 16.7.1943 г. проявил отвагу и мужество. Большую агитационную работу проводил на передовой невзирая на бомбёжку и артиллерийско-миномётный обстрел противника, чем добился высокого морального состояния частей дивизии». За образцовое выполнение боевых заданий и проявленные при этом мужество и героизм указом Президиума Верховного Совета СССР 21 июля 1943 года дивизия награждена орденом Красного Знамени. И. А. Власенко награждён орденом Красной Звезды .
В боях за освобождение Украины дивизия участвует в Черниговско-Припятской операции и первой на участке 60-й армии форсирует реку Десна, а 23 сентября 1943 года первой сходу форсирует реку Днепр в 35 км севернее города Киев в районе села Ясногородка (Вышгородский район Киевской области). «Полковник Власенко в период боёв по форсированию реки Днепр 23-29 сентября 1943 года в районе Ясногородка и в последующих операциях по закреплению на плацдарме проявил инициативу и умение политически обеспечить операции по форсированию рек Десна и Днепр». Руководил партийно-политической работой, мобилизовал воинов на успешное выполнение боевых заданий, лично организовал форсирование рек Десна и Днепр, своим примером вдохновлял воинов в бою. Постоянно находился в боевых частях, проявил мужество и самоотверженность.
Указом Президиума Верховного Совета СССР от 17 октября 1943 года за успешное форсировании реки Днепр севернее Киева, прочное закрепление плацдарма на западном берегу реки Днепр и проявленные при этом мужество и геройство гвардии полковнику Власенко Илье Архиповичу присвоено звание Героя Советского Союза с вручением ордена Ленина и медали «Золотая Звезда».
В ноябре 1943 года дивизия участвует в боях по освобождению правобережной Украины. За освобождение города Бахмач дивизия получает наименование «Бахмачская». После доукомплектования ввиду больших потерь дивизия участвует в Калинковичско-Мозырской операции, за освобождение города Калинковичи награждена орденом Суворова II-й степени. И. А. Власенко награждён вторым орденом Красной Звезды.
С января 1944 года дивизия участвует в операции «Багратион» по освобождению Белоруссии.
За участие в разгроме противника под Бобруйском и освобождение города Барановичи дивизия награждена вторым орденом Красного Знамени.
В июне 1944 года И. А. Власенко назначен начальником политотдела 61-го стрелкового корпуса 69-й армии 1-го Белорусского фронта. Участвует в Брестско-Люблинской операции, в ходе которой войска 61-го корпуса 20 июля форсировали реку Западный Буг в районе Кладнев — Ясеиица — Загурник, а 29 июля форсировали реку Висла в районе города Пулавы и захватили Пулавский плацдарм на её западном берегу. За проявленное геройство и личное мужество, умение руководить войсками в боях гвардии полковник Власенко И. А. был награждён орденом Кутузова II-й ст.
Командир 61 стрелкового корпуса генерал-майор Григорьевский И. Ф. написал :

Герой Советского Союза гвардии полковник Власенко в период подготовки наступления и прорыва долговременной обороны противника на р. Турья в районе дер. Ягодно Волынской обл. показал образцы мужества и умения командовать войсками в наступлении. При его активном и непосредственном участии войска корпуса форсировали реку Западный Буг и вышли на государственную границу СССР.
Гвардии полковник Власенко находился всё время в боевых порядках частей корпуса, конкретно руководил постройкой переправ, переброской боепитания, продуктов на другой берег реки Западный Буг, показывая образцы мужества и личной храбрости.

Не давая противнику закрепиться на промежуточных рубежах — части корпуса неотступно с боями преследовали его, умело отбивая контратаки. Гвардии полковник Власенко был в этот период непосредственно в частях, где обеспечивал выполнение задач, поставленных командиром корпуса. Буквально на плечах противника части корпуса 28 июля с/г вышли к берегам реки Висла. В этом немалая заслуга тов. Власенко.
Войска 61-го стрелкового корпуса принимали активное участие в Висло-Одерской операции. 15 января был освобождён город Радом, за что корпус получил почётное наименование «Радомский». Продолжая наступление, корпус форсировал реки Пилица и Варта, освободил города Томашув и Яроцин, а в конце января вышел к реке Одер севернее города Франкфурт-на-Одере.
В апреле 1945 года корпус участвовал в Берлинской стратегической операции, наступая с Кюстринского плацдарма. Обеспечивая действия ударной группировки фронта с юга (обходя Зееловские высоты), не допустил отход в Берлин 9-й армии противника, затем участвовал в ликвидации группировки противника, окруженной юго-восточнее Берлина.

При прорыве сильно укреплённой, глубоко эшелонированной обороны немцев, прикрывавшей Берлин с востока, 16.4.1945 г. на западном берегу реки Одер в районе Лебус (Германия) Герой Советского Союза гвардии полковник Власенко провёл большую политработу, нацелив политический состав корпуса на выполнение поставленных задач по разгрому немецких захватчиков. В период самих боёв непосредственно находился на НП вместе с командиром корпуса, бывал в частях и подразделениях, конкретно руководил политсоставом, организовывал политработу среди бойцов и офицеров.

Прорвав оборонительную полосу немцев на подступах к Берлину, части корпуса совместно с другими войсками фронта юго-восточнее города Берлин окружили крупную группировку сил противника и с 24.4.45 г. по 2.5.45 г. уничтожили её. Тов Власенко также принял активное и непосредственное участие в разгроме немецкой группировки.

За прорыв укреплённой полосы врага, несмотря на исключительное противодействие последнего, за умелое обеспечение политработы в войсках и активное политическое руководство наступательными операциями полковник Власенко награждён орденом Богдана Хмельницкого II-й ст.

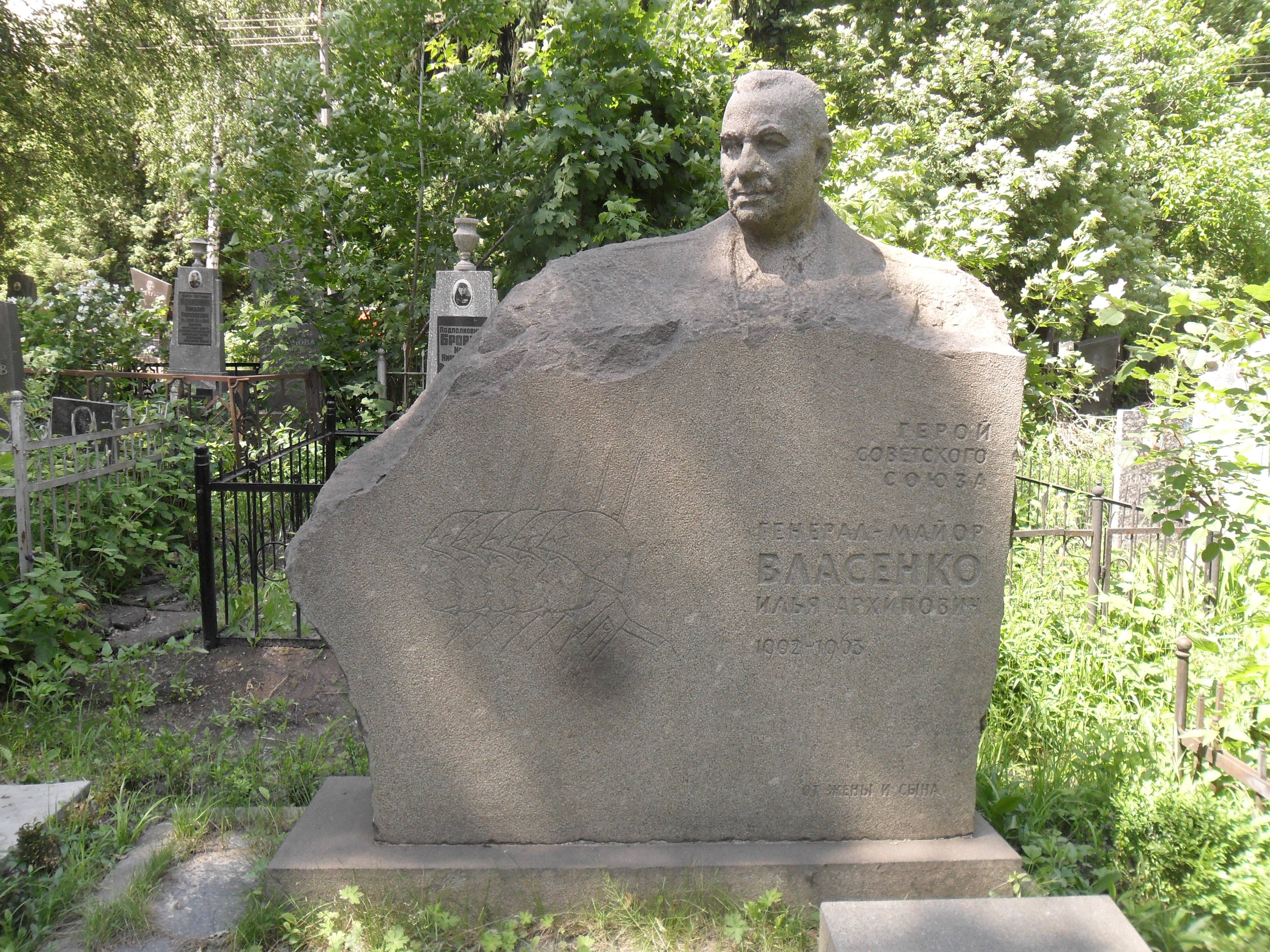
Памятник на Лукьяновском военном кладбище.

Участие в боевых действиях Великой Отечественной войны гвардии полковник Власенко И. А. закончил с выходом 61-го Радомского стрелкового корпуса на реку Эльба в районе г. Магдебург и встречей 1 мая 1945 года с американскими войсками.

### В послевоенные годы
В июле 1945 года И. А. Власенко был назначен начальником политотдела — заместителем начальника Управления Советской военной администрации по политическим вопросам провинции Мекленбург (Мекленбург-Передняя Померания, столица г. Шверин), и в этой должности работал до образования Германской Демократической Республики в 1949 году. За работу в СВА награждён орденом Трудового Красного Знамени.
В 1950-51 годах учился в Военно-политической академии имени В. И. Ленина. С апреля 1951 года — заместитель начальника политуправления Южно-Уральского военного округа, с октября 1953 до 3.10.1957 года — начальник политуправления этого военного округа. Воинское звание «генерал-майор» присвоено в 1954 году. Награждён орденом Красного Знамени, орденом Ленина.
С 1957 года И. А. Власенко в отставке, жил в Киеве. Умер 11 мая 1963 года. Похоронен в Киеве на Лукьяновском военном кладбище.

## Награды и звания
- Медаль «Золотая Звезда» № 1551 Героя Советского Союза (17 октября 1943);
- Два ордена Ленина (17.10.1943 — № 15872, 30.12.1956 — № 323959);
- Три ордена Красного Знамени (12.04.1942 — № 36663, 2.12.1942 — № (2)1974, 15.11.1950 — № (3)6676);
- Орден Кутузова II степени (23.08.1944 — № 1151);
- Орден Богдана Хмельницкого II степени (31.05.1945 — № 1022);
- | Внешние изображения | Внешние изображения                                                                                                                                                        |
| ------------------- | --- |
|                     | uk:Файл:Меморіальна_дошка_Власенко_Ілля_Архипович_Київ_вул_Лаврська_4.jpeg#.D0.9E.D0.BF.D0.B8.D1.81 .D1.84.D0.B0.D0.B9.D0.BB.D1.83 Мемориальная доска И.А.Власенко в Киеве |Орден Трудового Красного Знамени (24.06.1948 — № 61618);
- Два ордена Красной Звезды (1.08.1943 — № 252484, 30.04.1945 — № 1272563);
- Медаль «За боевые заслуги» (21.02.1945 — № 1504878);
- Медаль «За оборону Москвы»;Мемориальный комплекс в Добруше
- Медаль «За оборону Сталинграда»;

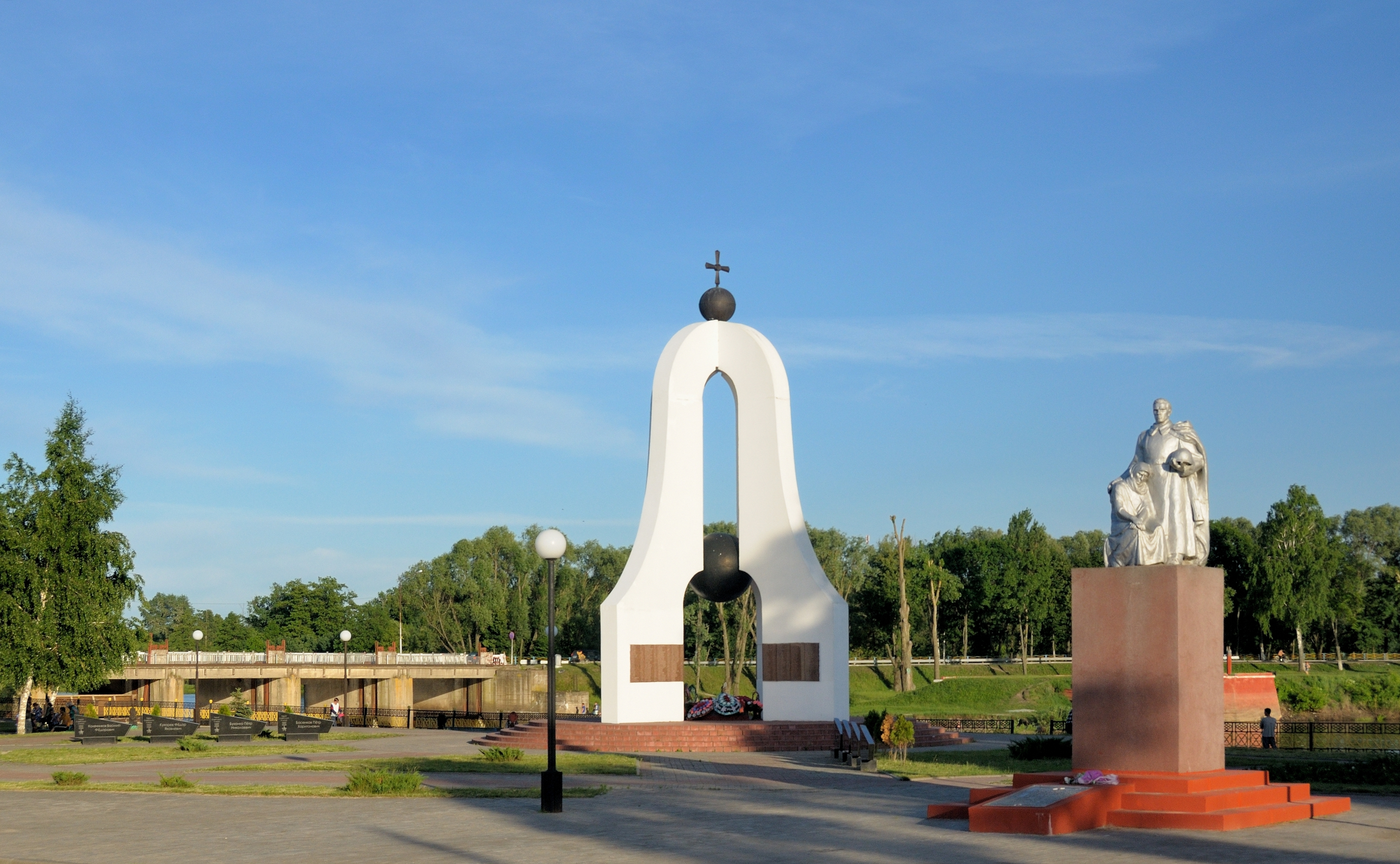
Мемориальный комплекс в Добруше

- Медаль «За победу над Германией в Великой Отечественной войне 1941—1945 гг.»;
- Медаль «За взятие Берлина»;
- Медаль «За освобождение Варшавы»;
- Медаль «В память 800-летия Москвы»;
- Медаль «30 лет Советской Армии и Флота»;
- Медаль «Заслуженным на поле Славы» (Польша);
- Медаль «За Одру, Ниссу, Балтик» (Польша).

Стела И. А. Власенко в Добруше

## Память
- На родине комиссара в городе Добруш (Гомельская область, Беларусь) именем Власенко названа одна из улиц[28].
- В Добруше (Гомельская область) на территории Мемориального комплекса «Память» установлены стелы с именами уроженцев района – Героев Советского Союза. На одной из стел указано имя И. А. Власенко.
- В Киеве на доме № 4 по ул. Лаврской, где жил Герой, установлена мемориальная доска (в сентябре 2022 года похищена неизвестными).
- В Киеве на Лукьяновском военном кладбище установлен памятник (скульпторы А. С. Фуженко и Г. Н. Кальченко).
- В преддверии 9 Мая в коллективе Добрушской целлюлозно-бумажной фабрики «Герой труда» вспоминают о своих героических предшественниках (2024)[29].